# Arciprete della Basilica Vaticana
L'Arciprete della Basilica Vaticana è il massimo responsabile dell'attività culturale e pastorale della basilica. La carica dell'arciprete è antichissima ed è riservata ad un cardinale; dal 20 febbraio 2021 detiene l'incarico il cardinale Mauro Gambetti, O.F.M.Conv.
Dal 1991, abolita la figura del Vescovo Sacrista di Sua Santità, che dalla creazione dello Stato Vaticano nel febbraio del 1929 era anche Vicario generale per la Città del Vaticano, i suoi compiti sono stati assegnati all'arciprete della Basilica Vaticana.

## Elenco arcipreti della Basilica Vaticana
A partire dal 1053 gli arcipreti della Basilica Vaticana furono:
- Giovanni (1053)
- Deusdedit (1092)
- Azzo (1103–1104)
- Rustico de' Rustici (ca. 1128–1131?)
- Griffone (1138–1139)
- Pietro (ca.1140?–1144)
- Bernard (1145?–1176?)
- Giovanni da Sutri (1178–1180)
- Guglielmo di Champagne (1185–1198)
- Ugolino dei conti di Segni (1198–1206)
- Guido Papareschi (1207–1221)
- Guido Pierleone (1221–1228)
- Stefano de Normandis dei Conti (1231–1254)
- Riccardo Annibaldi (1254–1276)
- Giovanni Gaetano Orsini (1276–1277)
- Matteo Rubeo Orsini (1277 – 1305)
- Napoleone Orsini (1306–1342)
- Annibaldo di Ceccano (1342–1350)
- Guillaume de La Jugie (1362–1365)
- Rinaldo Orsini (1366–1374)
- Hugues de Saint-Martial (1374–1378)
- Philippe d'Alençon (1378–1397)
- Cristoforo Maroni (1397–1404)
- Angelo Acciaiuoli (1404–1408)
- Antonio Calvi (1408–1411)
- Pedro Fernández de Frías (1412–1418)
- Alamanno Adimari (1418 - 1422)
- Antonio Correr (1422–1434)
- Giordano Orsini (1434–1438)
- Giuliano Cesarini (1439–1444)
- Pietro Barbo (1445–1464)
- Richard Olivier de Longueil (1464–1470)
- Giovanni Battista Zeno (1470–1501)
- Juan López (10 maggio - 5 agosto 1501)
- Ippolito d'Este (1501–1520)
- Marco Cornaro (1520)
- Franciotto Orsini (1520–1530)
- Francesco Corsaro seniore (1530–1543)
- Alessandro Farnese (1543–1589)
- Giovanni Evangelista Pallotta (1589–1620)
- Scipione Caffarelli-Borghese (1620–1633)
- Francesco Barberini (1633–1667)
- Carlo Barberini (1667–1704)
- Francesco Nerli (1704–1708)
- Annibale Albani (1712–1751)
- Henry Benedict Stuart (1751–1807)
- Romoaldo Braschi-Onesti (1807–1817)
- Alessandro Mattei (1817–1820)
- Pietro Francesco Galleffi (6 maggio 1820 – 18 giugno 1837)
- Giacomo Giustiniani (1º luglio 1837 – 24 febbraio 1843)
- Mario Mattei (11 marzo 1843 – 7 ottobre 1870)
- Niccola Clarelli Parracciani (8 ottobre 1870 – 7 luglio 1872)
- Edoardo Borromeo (10 luglio 1872 – 30 novembre 1881)
- Edward Henry Howard (12 dicembre 1881 – 16 settembre 1892)
- Francesco Ricci Paracciani (6 ottobre 1892 – 9 marzo 1894)
- Mariano Rampolla del Tindaro (21 marzo 1894 – 16 dicembre 1913)
- Rafael Merry del Val y Zulueta (12 gennaio 1914 – 26 febbraio 1930)
- Eugenio Pacelli (25 marzo 1930 - 2 marzo 1939)
- Federico Tedeschini (14 marzo 1939 – 2 novembre 1959)
- Domenico Tardini (14 novembre 1959 – 30 luglio 1961)
- Paolo Marella (14 agosto 1961 – 8 febbraio 1983)
- Aurelio Sabattani (8 febbraio 1983 – 1º luglio 1991)
- Virgilio Noè (1º luglio 1991 – 24 aprile 2002)
- Francesco Marchisano (24 aprile 2002 – 31 ottobre 2006)
- Angelo Comastri (31 ottobre 2006 succeduto – 20 febbraio 2021)
- Mauro Gambetti, O.F.M.Conv. dal 20 febbraio 2021